# Isla Deokjeok
Isla Deokjeok (en coreano: 덕적도; Deokjeokdo) es la isla más grande de Deokjeok-myeon en el condado de Ongjin, Ciudad Metropolitana de Incheon, Corea del Sur posee 36 kilómetros cuadrados. Se puede llegar desde la terminal del ferry en Incheon. Se trata de un viaje de media hora en aerodeslizador desde el continente. Hay un sendero que conduce a la cima de uno de los dos picos en la isla, y el otro pico es una reserva militar. En el lado oeste hay una playa con un gran número de hoteles, hostales y restaurantes, así como un bosque de pinos pequeños. Hay hasta siete barcos por día en el verano, pero solo uno en las otras estaciones del año. El barco sale a distintas horas de la mañana, dependiendo de las mareas. Se trata de una excursión de un día para pasar un fin de semana. También se podría tomar una bicicleta y pasear por allí. Hay un autobús que parte desde el muelle del ferry al otro lado de la isla.
A Deokjeok también se puede llegar en un ferry que tarda 2 horas desde Daebudo.
Además, es la isla donde se ha grabado el Juego del Calamar (El Juego del Choco en Andalucía)